# 알렉스 라미레스
알렉산데르 라몬 라미레스(Alexander Ramon Ramirez, 1974년 10월 3일 ~ )는 베네수엘라 출신의 전 프로 야구 선수이자 전 야구 지도자이다. 라미 짱(ラミちゃん)의 애칭이나 홈런을 날린 후 벤치 앞에서 선보이는 퍼포먼스로 알려져 있었다.
2001년 야쿠르트 스왈로스에 입단한 이래로 10년 이상에 걸쳐 일본 야구에서 활약했고, 요코하마 DeNA 베이스타스 시절의 2013년에는 일본 야구 통산 2000안타를 달성하며 외국인 선수로서는 처음으로 명구회에 가입했다.
또한 2013년 2월부터 2014년 9월까지 일본 최초의 푸에르토리코 레스토랑을 도쿄 도내에서 경영했으며, 같은 이름("주니어"가 붙는)의 아들(소생이 아니라 의붓 아들)이 있다.
2016년부터 2020년까지 요코하마 DeNA 베이스타스의 감독을 맡았다. 2018 시즌을 마친 후 일본으로 귀화했다.

## 인물

### 프로 생활 초기
1991년 7월 1일, 아마추어 자유 계약 선수 신분으로 클리블랜드 인디언스와 계약을 맺고 프로에 입문했다. 이후 오랫동안 마이너 리그 생활을 하다가 1998년 9월 19일 메이저 리그 첫 경기를 갖는다. 2000년 7월 28일 피츠버그 파이리츠에 엔리케 윌슨과 함께 트레이드 되었다. 메이저 리그에서의 3년 동안 135경기에 출장하여 통산 2할 5푼 9리의 타율에 12개의 홈런, 48타점, 38득점, 2루타 17개, 3루타 3개, 도루 3개를 기록했다. 2000년 11월 1일 야쿠르트 스왈로스로 이적하여 일본 프로 야구로 활동 무대를 옮기게 된다.

### 야쿠르트 시절
2000년 야쿠르트 스왈로스(현재 팀명은 도쿄 야쿠르트 스왈로스)에 입단, 이후 팀의 중심 타선에서 클린업 히터 역할을 맡는다. 입단 첫 해 타율 2할 8푼에 29홈런, 88타점을 기록했으며 팀의 리그 우승과 일본 시리즈 우승에 기여했다. 2003년에 동료였던 로베르토 페타지니가 요미우리 자이언츠로 이적하자 4번 자리를 차지하게 되었으며 그 해 타율 3할 3푼 3리, 40홈런, 124타점을 기록하여 타점왕, 홈런왕, 최다 안타, 베스트 나인 타이틀을 연거푸 획득했다.
2007년에 외국인 선수이자 우타자로는 센트럴 리그 사상 최초로 단일 시즌 최다 안타 기록(204개)을 세웠다. 같은 해 시즌 종료 후 구단과 라미레스 사이에 연봉 계약 형태에 대한 이견이 발생했기 때문에(라미레스는 다년 계약을 요구했으나 팀은 1년 계약, 연봉 4억 엔(추정)을 제의했다) 11월 29일에 요미우리 자이언츠로 이적하게 된다.

### 요미우리 시절

#### 2008년
요미우리에 이적한 이듬해인 2008년에는 4번 타자로 활약했던 이승엽과 다카하시 요시노부의 부진에 의해 주로 4번 타자로 기용되었다. 작년에 높은 타율을 유지하면서 장타력도 발휘하는 등 125타점(리그 1위)을 포함하여 3할 1푼 9리의 타율(리그 6위), 45홈런(리그 2위)의 뛰어난 성적을 기록한다. 이후 퍼시픽 리그 우승 팀인 사이타마 세이부 라이온스와의 일본 시리즈 2차전에서 두 개의 홈런을 기록했는데 그 중 하나는 끝내기 홈런이었다.
시즌 종료 후 로베르토 페타지니(2001년 센트럴 리그), 알렉스 카브레라(2002년 퍼시픽 리그) 이후 베네수엘라 국적 선수로는 세 번째로 리그 MVP를 차지했다. 2008년 시즌 종료와 함께 일본에서 총 8년을 뛰었기 때문에 자유 계약 선수 자격을 획득했다. 따라서 이후 그는 어떤 팀으로 이적하더라도 외국인 용병 인원 제한에 영향을 받지 않게 되었다.

#### 2009년
그 해 144경기를 모두 4번 타자의 자리를 차지해 작년과 마찬가지로 계속되는 맹활약을 보여주었다. 3할 대의 타율과 30개가 넘는 홈런, 그리고 100타점을 달성한 것 외에도 시즌 타율 3할 2리 2리를 기록하면서 자신에게 있어서 처음이 되는 수위 타자와 통산 3번째의 최다 안타를 획득했다. 팀의 3연패 달성에 큰 기여를 하면서 2년 연속으로 센트럴 리그 최우수 선수로 선정되었다. 시즌 통해서 부진을 겪어본 적은 없었고 6월 이외의 월간 타율은 모두 3할 이상이었다. 요미우리에서 우타자의 수위타자 획득은 1971년 나가시마 시게오 이래 38년 만의 일이다.
일본 시리즈에서는 경기를 관전하러 온 오가사와라 미치히로의 딸이 라미레스가 때린 파울볼에 맞아 다음날에 라미레스는 “미안해요”라고 새겨진 자신의 싸인 볼을 오가사와라에 건네주기도 했다.

#### 2010년
그 해 4월, 부진에 시달린 적이 없었던 과거 2년과는 달리 시즌 초에는 낮은 타율에 시달렸지만 그 중에서도 득점권에 대해서는 승부에 강한 타격을 보여주면서 홈런과 타점을 연달아 기록했다. 여름이 되면서 컨디션을 단번에 끌어올려 타율도 향상시키는 등 최종적으로 타율 3할 4리, 49홈런, 129타점으로 2관왕을 달성했다. 그러나 그 해에 수위타자를 차지한 아오키 노리치카(도쿄 야쿠르트 스왈로스), 시즌 MVP였던 와다 가즈히로(주니치 드래건스), 시즌 최다 안타 부문에서 일본 프로 야구 신기록을 세운 맷 머턴(한신 타이거스) 등에게 밀리면서 베스트 나인에는 선정되지 못했다.
타격 2관왕의 타이틀을 획득하면서도 베스트 나인에 선정되지 않았던 사례는 1960년 후지모토 가쓰미에 이어 두 번째다.

#### 2011년
5월 1일, 4번 타자로서의 416경기 연속 선발 출전 기록을 마쓰이 히데키의 기록(415경기)을 깨며 요미우리 구단 신기록을 달성했다. 그러나 7월 13일 한신전에서의 사구의 영향으로 다음날 7월 14일에 선발 명단에서 제외돼 조노 히사요시가 4번 타자로 선발 출전해 기록은 469경기로 중단되었다. 경기 도중 대타로 출전했기 때문에 연속 경기 출장은 계속되었지만 다음날 경기에서는 경기 도중의 출장도 없었기 때문에 연속 경기 출장은 985경기로 멈췄다. 이 기록은 외국인 선수로서는 역대 최장 기록이 되었다.
8월 5일, 3회초에 내야 안타를 때려내면서 일본 프로 야구 통산 1793개의 안타를 기록해 터피 로즈의 1792안타를 넘은 역대 외국인 선수의 통산 최다 안타 기록을 경신했다. 시즌 성적은 타율(.278)이 요미우리 입단 이후 처음으로 3할 대를 넘기지 못했고, 타점(73)도 연속 100타점 기록이 8년 만에 멈추면서 일본 진출 이후 낮은 기록이 되었다. 홈런(23)도 역시 일본 진출 이후 최저 기록을 남기는 등 타격 세 부문에서 모두 일본 진출 이후 가장 낮았다. 단, 홈런 개수는 리그 2위이다. 이것은 그 해에 새로 도입된 공인구(일명 통일구)의 영향으로 센트럴 리그의 모든 선수들이 홈런 개수도 감소되었기 때문에 홈런 개수에 관해서 결코 부진이라고는 말할 수 있는 숫자는 아니었다(최다 홈런은 블라디미르 발렌틴(야쿠르트)의 31개). 지휘관의 기용면을 배려해 계약 마지막 연도가 되는 그 해에는 10월 31일 클라이맥스 시리즈 퍼스트 스테이지가 종료된 후 요미우리를 퇴단하겠다고 밝혔다.

### DeNA 시절

#### 2012년
요미우리를 퇴단한 이후인 12월 8일, 요코하마 DeNA 베이스타스가 라미레스의 영입을 발표하여 그 후 입단 기자회견을 열었다. 이듬해 2012년 7월 5일에는 미일 통산 2000안타를 달성했고 같은 달 14일에는 외국인 선수로서의 최고 기록이 되는 12년 연속 두 자릿수 홈런을 기록했다. 2012년 7월에는 DeNA 이적 후 처음으로 통산 9번째의 월간 MVP를 수상했는데 3개 구단에서 월간 MVP를 수상하는 것은 사상 최초다.

#### 2013년
토니 블랑코의 입단에 의하여 5번 타선에 배치되며 4월 6일 야쿠르트 스왈로스전에서 6회초 이시카와 마사노리로부터 좌측 방향에 탄알 라이너로 뛰어드는 홈런을 날려 외국인 선수 범위에서 입단한 선수로는 사상 최초의 일본 통산 2000안타를 달성했다. 하지만 요미우리 퇴단의 요인이 된 수비 문제가 두드러지고 온 데, 특히 2000안타를 달성하고부터는 타격 면에서도 활력이 없자 4월 25일 요미우리 자이언츠전을 마지막으로 스타팅 멤버에서 제외됐고 그 다음은 대타, 인터 리그에서 지명 타자로 출전했지만, 대타에는 낯선 것도 있고 결과를 남기지 못해, 6월 2일 닛폰햄 파이터스전에서 홈런을 때린 것을 마지막으로 22타석 연속 범퇴로 전반기 종료 후 7월 18일에 일본 야구생활 13년 만에 최초로 2군으로 강등되었다. 9월 27일 전력외 통보를 받고 있었던 것이 알려졌고, 10월 2일 구단 측이 2014년 시즌은 계약하지 않는 것을 공식 발표했다.

### 독립 리그 시절
DeNA에서 전력외 통보를 받은 후에도 일본 프로 야구의 다른 구단에서 선수 생활을 계속하는 것을 희망했다. 좋아하는 탄산 음료를 끊는 등 예년 이상으로 절제와 자체 교육에 노력함으로써 다른 구단의 제안에 대비하고 있었다. 12월에는 사이타마 세이부 라이온스가 수비에 띄지 않는 지명 타자 요원으로 라미레스의 획득을 검토하고 있는 것으로 일부 보도했지만 획득에는 이르지 않았다.
2014년 2월 13일 베이스볼 챌린지 리그 팀인 군마 다이아몬드 페가수스가 라미레즈를 타격 코치 겸임의 외야수로 입단하는 것을 발표했다. 등번호는 야쿠르트, DeNA시절과 같은 3번으로 배정되었다. 또한 타격 코치 비용을 포함한 추정 연봉은 요미우리 시절의 최고 금액 (5억 엔)의 100분의 1에 해당하는 500만 엔 (선수로 월급은 리그 규정 상한액의 40만 엔을 적용)이었다. 또한 라미레스는 일본 프로 야구 복귀 의향이 강하기 때문에 군마와의 계약은 "시즌 도중에 일본 프로 야구 구단에서 (라미레스) 획득이 타진된 경우에는 계약을 해제 할 수 있다"는 취지의 부대 조항 이 곁들여진 계약을 했다 (덧붙여 일본 프로 야구의 지배하 선수 등록 신규 획득 가능 기간은 7월 31일 까지이다).
입단 한 군마는 4번 · 지명 타자로서 5번 프란시스코 카라바이요와 함께 강력한 클린업을 형성했다. 같은 해 4월에는 또 다시 세이부가 획득을 검토하고 있다고 보도되었지만 계약은 보류되었다. 6월 23일에 구단이 라미레스의 긴급 귀국을 발표, 귀국하게 된 경위는 "가족의 병 요양을 보살피기 위해"였다. 이후 팀에 다시 합류해 7월 11일 경기에 한번 복귀 했지만 비슷한 이유로 9월 4일에 구단이 두 번째 긴급 귀국을 발표했다. 두 번째 귀국 후에는 복귀하지 않고 시즌을 마쳤다. 2014년 군마에서의 성적은 45경기에 출장해 타율 0.305, 7홈런, 38타점이었다.

### 은퇴
10월 14일, 구단을 통해 은퇴를 밝혔다. 그러던 2015년 시즌 후 나카하타 기요시 감독이 성적부진으로 사임하자 2016년부터 2020년까지 요코하마 DeNA 베이스타스의 감독을 역임했다.

## 기타 사항

### 홈런 퍼포먼스
홈런을 치거나 경기 종료 후 히어로 인터뷰를 할 때 자신만의 퍼포먼스를 구사한다. 홈런을 친 후 어웨이 경기에서는 단독으로, 홈 경기에서는 팀의 마스코트 캐릭터(도쿄 야쿠르트 스왈로스: 츠바쿠로, 요미우리 자이언츠: 자빗토)와 함께하는 액션을 보여준다. 일본 진출 후 매년 액션 형태에 변화를 주고 있으며, 일본 코미디언들의 연기를 퍼포먼스의 출처로 삼고 있다. 이후 구단이 직접 퍼포먼스의 아이디어를 야구팬들로부터 모집하는 이벤트를 벌이기도 했으며, 유명인들이 홍보 목적으로 자신들의 퍼포먼스 차용을 직접 요청하는 경우도 있었다.
야쿠르트 스왈로스 시대 후루타 아쓰야와 와타라이 히로부미에게 지도받은 것으로 알려져 있다.
퍼포먼스의 기본 형태는 몇 개의 퍼포먼스를 조합(각 퍼포먼스는 각각 다른 코미디언의 것이다)하여 연속으로 보여준 뒤 화면 옆으로 퇴장하는 형식이다. 일본 진출 초기 2001 ~ 2002 시즌에는 1개의 퍼포먼스만 구사했으나, 이후 2 ~ 4개를 연속으로 조합하는 형태로 진화시켰다. 2008시즌 요미우리로 온 뒤에는 상대 팀에게 지고 있을 때와 이기고 있을 때의 퍼포먼스를 따로 만들었다.

### 자서전 출간
2009년 8월에 자신이 일본 프로 생활에 정착하기까지의 경험담을 기록한 ‘일본에서 성공하는 방법’에 관한 책을 출간했고 일본에서 일본 국적이 아닌 외국인 선수가 책을 내는 것은 이례적인 일로 받아들여지고 있다. 라미레스는 프로 은퇴 후 일본에서 야구 감독이 되겠다는 생각을 갖고 있어, 현역 은퇴 후 활동을 위한 사전 정지작업일 것이라는 견해도 있다.

## 주요 경력
1974년
베네수엘라의 수도 카라카스에서 태어남.
1992년
클리블랜드 인디언스와 계약.
1998년
메이저 리그로 승격.
2000년
시즌 도중 피츠버그 파이리츠에 이적했는데 그 해에는 부상 슬럼프가 많았지만 메이저 리그에서 처음으로 4번 타자로도 경험하였음.
2001년
일본 프로 야구계에 진출하면서 야쿠르트 스왈로스에 입단.
2002년
작년과 마찬가지로 주로 6번 타자로 활약하였음.
2003년
시즌 타율 3할 3푼 3리, 40홈런, 124타점을 기록하면서도 타격 부문 3관왕은 놓쳤지만 일본 진출 이후 최고의 성적을 남겼음.
2006년
9월 16일의 경기에서 프로 야구 역대 5번째인 4년 연속 100타점을 기록했음.
2007년
- 4월 21일, 주니치 드래건스전에서 외국인 선수로서는 구단 역사상 최초인 개인 통산 1000안타를 달성.
- 7월부터 9월까지 연속으로 월간 MVP를 수상했고 3개월 연속은 프로 야구 사상 최초 기록.
- 8월 19일, 요미우리 자이언츠전에서 가네토 노리히토로부터 솔로 홈런을 때려내 외국인 선수로서는 구단 역사상 최초인 200호 홈런을 달성.
- 9월 14일, 요코하마 베이스타스전에서 야마구치 슌으로부터 2점 적시타를 때려내 역대 세 번째이자 외국인 선수로서는 처음으로 5년 연속 100타점을 달성.
- 9월 25일, 히로시마 도요 카프전에서 473경기 연속 출장 기록을 세웠는데 이것은 외국인 선수로서는 역대 1위의 기록임.
- 9월 27일, 히로시마전에서 시즌 24번째의 맹타상을 기록, 마에다 도모노리가 가지고 있던 센트럴 리그의 시즌 최다 맹타상 기록을 경신했고 이 경기에서 안타 개수를 195개까지 늘려 로버트 로즈가 갖고 있던 시즌 우타자 최다 안타 기록도 경신했음.
- 10월 4일, 요코하마전에서 미쓰하시 나오키로부터 3루를 강습한 내야 안타를 때려내 이것은 역대 세 번째의 기록이며 외국인 선수의 우타자로서는 사상 최초인 시즌 200안타를 기록했음.
- 10월 8일, 요코하마전에서 아오키 노리치카의 센트럴 리그 기록을 경신하는 시즌 203안타를 기록, 다음날인 히로시마와의 시즌 최종전에서 1개의 안타를 추가해 204개를 기록했음. 그러나 수위타자 타이틀은 그 해까지 팀 동료인 아오키가 차지했고 200안타를 날리면서 수위 타자를 놓친 것은 양대 리그를 통틀어 처음.

2008년
- 3월 28일, 도쿄 야쿠르트 스왈로스전(1차전)에서 전체 구단을 상대로 홈런 기록을 달성.
- 5월 3일, 야쿠르트전에서부터 6월 4일의 오릭스 버펄로스전까지 요미우리 구단으로서는 역대 2위이자 외국인 범위 선수로서 구단 신기록이 되는 27경기 연속 안타를 기록했음.
- 5월 7일, 한신 타이거스전(도쿄 돔)에서 좌중간을 향해 홈런성 타구를 쳤지만 한신 측 응원석에 어느 팬이 펜스 앞에 손으로 때리면서 떨어뜨렸기 때문에 2루타로 판정됨.
- 5월 8일, 한신전에서 일본 진출 이후 8년 연속 두 자릿수 홈런을 달성, 이 경기에서 때린 홈런에 대해 “오늘은 한신 팬이 없는 곳(백 스크린)에 때렸다”라고 발언.
- 9월 3일, 히로시마전에서 오 사다하루 이후 프로 야구 역대 두 번째인 6년 연속 100타점을 달성.
- 9월 17일, 요코하마전에서 프로 야구 53번째인 통산 250홈런을 달성.
- 9월 21일, 한신전에서 스캇 애치슨으로부터 통산 1338번째의 안타를 때려내 요나미네 가나메가 기록한 센트럴 리그의 외국인 최다 안타 기록을 경신했음.
- 10월 25일, 클라이맥스 시리즈 제2 스테이지(vs 주니치)에서는 동점인 상황에서 주니치의 다카하시 아키후미로부터 결승 2점 홈런을 때려내 6대 2로 요미우리가 주니치 드래건스를 누르고 승리, 어드밴티지 1승을 포함한 3승 1무 1패의 성적으로 본인으로서는 2001년 이후 일본 시리즈 출전이 이뤄지면서 클라이맥스 시리즈의 MVP로 선정됨.
- 총 7경기를 치른 사이타마 세이부 라이온스와의 일본 시리즈에서는 개인 최다인 병살 4개를 기록하는 등의 부진을 겪었지만 2차전에서는 끝내기 홈런을 때려내는 등의 활약을 보여 일본 시리즈 감투 선수상을 수상했음.
- 정규 시즌을 통해서 개인 최다 홈런을 포함한 타점, 출루율, 장타율, OPS를 기록했고 일본 진출한 이후 처음이 되는 삼진 개수가 두 자릿수 줄어들면서 안정적인 시즌을 보냄.

2009년
- 8월 26일, 주니치전에서 가와이 유다이로부터 1500번째의 안타를 기록.
- 8월 30일, 한신전에서 시모야나기 쓰요시로부터 시즌 150번째의 안타를 기록, 이 안타에 의해서 8년 연속 150안타라는 프로 야구 신기록을 수립.
- 9월 30일, 주니치전에서 7년 연속 100타점을 달성, 이것은 오 사다하루와 대등한 성적을 남겨 일본 프로 야구의 타이 기록을 세움.

2010년
- 8월 26일, 주니치전에서 8년 연속 100타점을 달성, 이 기록은 오 사다하루를 제치고 일본 프로 야구 신기록을 수립.
- 10월 9일, 시즌 최종전인 야쿠르트전에서 개인 최다인 49호 홈런을 때려냄, 센트럴 리그에서는 2002년 마쓰이 히데키가 기록한 50호에는 이르지 않았지만 최종적으로 49홈런과 129타점을 기록하며 2003년 이후 통산 두 번째의 홈런왕과 타점왕 타이틀을 석권함.
- 9년연속 150안타 신기록 수립.

2011년
- 5월 1일, 요코하마전에서는 4번 타자로서 416경기 연속 선발 출전 기록을 세워 요미우리 구단 신기록을 달성함.
- 10월 31일, 클라이맥스 시리즈 퍼스트 스테이지가 종료된 후 요미우리에서 퇴단하겠다는 입장을 밝힘.
- 12월 8일, 요코하마 DeNA 베이스타스가 라미레스의 영입을 발표하면서 요코하마 DeNA에 정식으로 입단.

2012년
- 7월 5일, 미일 통산 2000안타를 달성.

2013년
- 4월 6일, 외국인 선수 최초로 일본 통산 2000안타를 달성.
- 7월 18일, 2군 강등.
- 10월 2일, 구단 측이 2014년 시즌은 계약하지 않는 것을 공식 발표.

## 상세 정보

### 연도별 타격 성적
| 연 도     | 소 속     | 경 기 | 타 석 | 타 수 | 득 점 | 안 타 | 2 루 타 | 3 루 타 | 홈 런 | 루 타 | 타 점 | 도 루 | 도 루 자 | 희 생 번 | 희 생 플 | 볼 넷 | 고 4 | 사 구 | 삼 진 | 병 살 타 | 타 율 | 출 루 율 | 장 타 율 | O P S |
| --------- | --------- | ----- | ----- | ----- | ----- | ----- | ------- | ------- | ----- | ----- | ----- | ----- | -------- | -------- | -------- | ----- | ---- | ----- | ----- | -------- | ----- | -------- | -------- | ----- |
| 1998년    | CLE       | 3     | 8     | 8     | 1     | 1     | 0       | 0       | 0     | 1     | 0     | 0     | 0        | 0        | 0        | 0     | 0    | 0     | 3     | 0        | .125  | .125     | .125     | .250  |
| 1999년    | CLE       | 48    | 102   | 97    | 11    | 29    | 6       | 1       | 3     | 46    | 18    | 1     | 1        | 1        | 0        | 3     | 0    | 1     | 26    | 1        | .299  | .327     | .474     | .801  |
| 2000년    | CLE       | 41    | 117   | 112   | 13    | 32    | 5       | 1       | 5     | 54    | 12    | 1     | 0        | 0        | 0        | 5     | 0    | 0     | 17    | 3        | .286  | .316     | .482     | .798  |
| 2000년    | PIT       | 43    | 123   | 115   | 13    | 24    | 6       | 1       | 4     | 44    | 18    | 1     | 0        | 1        | 0        | 7     | 2    | 0     | 32    | 6        | .209  | .254     | .383     | .637  |
| '00 소계  | PIT       | 84    | 240   | 227   | 26    | 56    | 11      | 2       | 9     | 98    | 30    | 2     | 0        | 1        | 0        | 12    | 2    | 0     | 49    | 9        | .247  | .285     | .432     | .716  |
| 2001년    | 야쿠르트  | 138   | 547   | 510   | 60    | 143   | 23      | 0       | 29    | 253   | 88    | 1     | 2        | 0        | 5        | 27    | 0    | 5     | 132   | 11       | .280  | .320     | .496     | .816  |
| 2002년    | 야쿠르트  | 139   | 569   | 539   | 65    | 159   | 25      | 0       | 24    | 256   | 92    | 0     | 4        | 0        | 4        | 22    | 6    | 4     | 146   | 10       | .295  | .325     | .475     | .800  |
| 2003년    | 야쿠르트  | 140   | 614   | 567   | 105   | 189   | 34      | 3       | 40    | 349   | 124   | 4     | 6        | 0        | 7        | 34    | 6    | 6     | 104   | 14       | .333  | .373     | .616     | .988  |
| 2004년    | 야쿠르트  | 129   | 557   | 525   | 79    | 160   | 30      | 2       | 31    | 287   | 110   | 2     | 0        | 0        | 2        | 23    | 1    | 7     | 118   | 22       | .305  | .341     | .547     | .888  |
| 2005년    | 야쿠르트  | 146   | 629   | 596   | 70    | 168   | 19      | 1       | 32    | 285   | 104   | 5     | 1        | 0        | 3        | 23    | 5    | 7     | 121   | 13       | .282  | .315     | .478     | .793  |
| 2006년    | 야쿠르트  | 146   | 636   | 603   | 79    | 161   | 28      | 2       | 26    | 271   | 112   | 0     | 0        | 0        | 10       | 19    | 1    | 4     | 104   | 28       | .267  | .289     | .449     | .739  |
| 2007년    | 야쿠르트  | 144   | 628   | 594   | 80    | 204   | 41      | 3       | 29    | 338   | 122   | 0     | 0        | 0        | 5        | 23    | 3    | 6     | 106   | 14       | .343  | .371     | .569     | .940  |
| 2008년    | 요미우리  | 144   | 600   | 548   | 84    | 175   | 28      | 0       | 45    | 338   | 125   | 1     | 0        | 0        | 3        | 39    | 9    | 10    | 90    | 20       | .319  | .373     | .617     | .990  |
| 2009년    | 요미우리  | 144   | 608   | 577   | 66    | 186   | 35      | 0       | 31    | 314   | 103   | 4     | 3        | 0        | 6        | 21    | 4    | 4     | 88    | 12       | .322  | .347     | .544     | .891  |
| 2010년    | 요미우리  | 144   | 606   | 566   | 93    | 172   | 28      | 0       | 49    | 347   | 129   | 1     | 2        | 0        | 7        | 21    | 1    | 12    | 98    | 14       | .304  | .338     | .613     | .951  |
| 2011년    | 요미우리  | 137   | 515   | 477   | 39    | 133   | 12      | 1       | 23    | 216   | 73    | 2     | 1        | 0        | 5        | 30    | 1    | 3     | 72    | 9        | .279  | .322     | .453     | .775  |
| 2012년    | DeNA      | 137   | 504   | 476   | 40    | 143   | 25      | 0       | 19    | 225   | 76    | 0     | 0        | 0        | 3        | 18    | 1    | 7     | 60    | 18       | .300  | .333     | .473     | .806  |
| 2013년    | DeNA      | 56    | 139   | 130   | 6     | 24    | 0       | 0       | 2     | 30    | 14    | 0     | 0        | 0        | 1        | 8     | 0    | 0     | 20    | 7        | .185  | .230     | .231     | .461  |
| MLB: 4년  | MLB: 4년  | 135   | 350   | 332   | 38    | 86    | 17      | 3       | 12    | 145   | 48    | 3     | 1        | 2        | 0        | 15    | 2    | 1     | 78    | 10       | .259  | .293     | .437     | .730  |
| NPB: 13년 | NPB: 13년 | 1744  | 7152  | 6708  | 866   | 2017  | 328     | 12      | 380   | 3509  | 1272  | 20    | 19       | 0        | 61       | 308   | 75   | 68    | 1259  | 192      | .301  | .335     | .523     | .858  |

- 2013년 기준, 굵은 글씨는 시즌 최고 성적.

### 연도별 수비 성적
| 연도 | 외야 | 외야 | 외야 | 외야 | 외야 | 외야   |
| 연도 | 경기 | 척살 | 보살 | 실책 | 병살 | 수비율 |
| ---- | ---- | ---- | ---- | ---- | ---- | ------ |
| 2001 | 137  | 176  | 9    | 6    | 0    | .969   |
| 2002 | 139  | 227  | 9    | 4    | 0    | .983   |
| 2003 | 140  | 220  | 10   | 6    | 2    | .975   |
| 2004 | 129  | 175  | 8    | 4    | 1    | .979   |
| 2005 | 146  | 218  | 6    | 3    | 1    | .987   |
| 2006 | 134  | 205  | 8    | 5    | 0    | .977   |
| 2007 | 132  | 184  | 4    | 2    | 0    | .989   |
| 2008 | 134  | 171  | 2    | 4    | 0    | .977   |
| 2009 | 133  | 147  | 2    | 6    | 0    | .961   |
| 2010 | 132  | 150  | 5    | 4    | 0    | .975   |
| 2011 | 120  | 119  | 3    | 3    | 0    | .976   |
| 2012 | 118  | 126  | 1    | 3    | 0    | .977   |
| 2013 | 22   | 29   | 2    | 2    | 1    | .939   |
| 통산 | 1616 | 2147 | 69   | 52   | 5    | .977   |

- 2013년 기준.

### 감독으로서의 팀 성적

#### 정규 시즌
| 연도      | 소속      | 순위      | 경기 | 승리 | 패전 | 무승부 | 승률 | 승차         | 팀 홈런      | 팀 타율      | 팀 평균자책점 | 연령         |
| --------- | --------- | --------- | ---- | ---- | ---- | ------ | ---- | ------------ | ------------ | ------------ | ------------- | ------------ |
| 2016년    | DeNA      | 3위       | 143  | 69   | 71   | 3      | .493 | 19.5         | 140          | .249         | 3.76          | 42세         |
| 2017년    | DeNA      | 3위       | 143  | 73   | 65   | 5      | .529 | 14.5         | 134          | .252         | 3.81          | 43세         |
| 통산: 2년 | 통산: 2년 | 통산: 2년 | 286  | 142  | 136  | 8      | .511 | A클래스: 2회 | A클래스: 2회 | A클래스: 2회 | A클래스: 2회  | A클래스: 2회 |

#### 포스트 시즌
| 연도   | 소속 | 경기명                                        | 상대팀                                      | 성적                           |
| ------ | ---- | --------------------------------------------- | ------------------------------------------- | ------------------------------ |
| 2016년 | DeNA | 센트럴 리그 클라이맥스 시리즈 퍼스트 스테이지 | 요미우리 자이언츠(센트럴 리그 2위)          | 2승 1패 = 파이널 스테이지 진출 |
| 2016년 | DeNA | 센트럴 리그 클라이맥스 시리즈 파이널 스테이지 | 히로시마 도요 카프(센트럴 리그 1위)         | 1승 4패 = 패전(※1)             |
| 2017년 | DeNA | 센트럴 리그 클라이맥스 시리즈 퍼스트 스테이지 | 한신 타이거스(센트럴 리그 2위)              | 2승 1패 = 파이널 스테이지 진출 |
| 2017년 | DeNA | 센트럴 리그 클라이맥스 시리즈 파이널 스테이지 | 히로시마 도요 카프(센트럴 리그 1위)         | 4승 2패 = 일본 시리즈 진출(※1) |
| 2017년 | DeNA | 일본 시리즈                                   | 후쿠오카 소프트뱅크 호크스(퍼시픽 리그 1위) | 2승 4패 = 패전                 |

※1 클라이맥스 시리즈 파이널 스테이지는 6경기제이며 먼저 4승을 한 팀은 일본 시리즈에 진출, 리그 우승 팀에게는 1승의 어드밴티지가 주어짐
※2 어드밴티지 1승을 포함

### 수상·타이틀 경력

#### 타이틀
- 수위 타자: 1회(2009년)
- 홈런왕: 2회(2003년, 2010년)
- 타점왕: 4회(2003년, 2007년, 2008년, 2010년)
- 최다 안타: 3회(2003년, 2007년, 2009년)

#### 수상
- MVP: 2회(2008년, 2009년)
- 베스트 나인: 4회(2003년, 2007년 ~ 2009년)
- 월간 MVP: 9회(2003년 4월, 2004년 9월, 2007년 7월 ~ 9월, 2008년 5월, 2009년 8월, 2010년 5월, 2012년 7월)
- 센트럴 리그 회장 특별상(2007년)
- 올스타전 MVP: 1회(2007년 1차전)
- 센트럴 리그 클라이맥스 시리즈 MVP: 1회(2008년)
- 일본 시리즈 감투상: 1회(2008년)
- 도쿄 돔 MVP: 1회(2010년)
- 연맹 특별상: 1회(2010년) ※8년 연속 100타점이라는 프로 야구 신기록을 수립한 공로를 인정 받음
- 우수 JCB·MEP상: 1회(2007년)

### 개인 기록
이하 기록들은 일본에서의 기록만을 다루고 있으며, MLB의 기록은 합산하지 않았다.

#### 일본 진출 첫 기록
- 첫 출장·첫 선발 출장: 2001년 3월 30일, 대 요코하마 베이스타스 1차전(요코하마 스타디움), 5번·좌익수로서 선발 출장
- 첫 타석·첫 삼진: 상동, 1회초에 고미야마 사토루로부터 헛스윙 삼진
- 첫 안타: 상동, 7회초 다케시타 신타로를 상대로 좌익수 방향 2루타
- 첫 홈런·첫 타점: 2001년 4월 4일, 대 요미우리 자이언츠 2차전(메이지 진구 야구장), 4회말 다카하시 히사노리로부터 좌월 솔로 홈런
- 첫 도루: 2001년 5월 26일, 대 요코하마 베이스타스 7차전(요코하마 스타디움), 3회초에 2루 안착(투수: 가와하라 류이치, 포수: 다니시게 모토노부)

#### 기록 달성 경력
- 통산 100홈런: 2004년 6월 15일, 대 요미우리 자이언츠 10차전(메이지 진구 야구장), 9회말에 오카지마 히데키로부터 좌중간에 2점 홈런 ※역대 234번째.
- 통산 150홈런: 2005년 8월 19일, 대 한신 타이거스 15차전(메이지 진구 야구장), 1회말에 시모야나기 쓰요시로부터 좌월 2점 홈런※역대 137번째.
- 통산 1000안타: 2007년 4월 21일, 대 주니치 드래건스 5차전(메이지 진구 야구장), 3회말에 요시미 가즈키로부터 좌전 안타 ※역대 244번째.
- 통산 200홈런: 2007년 8월 19일, 대 요미우리 자이언츠 8차전(도쿄 돔), 4회초에 가네토 노리히토로부터 중월 솔로 홈런 ※역대 89번째.
- 통산 1000경기 출장: 2008년 4월 18일, 대 히로시마 도요 카프 1차전(히로시마 시민 구장), 5번·우익수로서 선발 출장 ※역대 425번째.
- 통산 250홈런: 2008년 9월 17일, 대 요코하마 베이스타스 22차전(요코하마 스타디움), 3회말에 미우라 다이스케로부터 우월 솔로 홈런 ※역대 53번째.
- 통산 1500안타: 2009년 8월 26일, 대 주니치 드래건스 17차전(나고야 돔), 5회초에 가와이 유다이로부터 중전 안타 ※역대 104번째.
- 통산 1000삼진: 2009년 9월 20일, 대 도쿄 야쿠르트 스왈로스 22차전(메이지 진구 야구장), 2회초에 요시노리로부터 ※역대 47번째.
- 미일 통산 300호 홈런: 2010년 4월 1일, 대 요코하마 베이스타스 3차전(요코하마 스타디움), 2회초에 스티븐 랜돌프로부터 좌월 만루 홈런
- 통산 1000타점: 2010년 4월 10일, 대 주니치 드래건스 2차전(도쿄 돔), 8회말에 스즈키 요시히로로부터 좌월 만루 홈런을 날려 달성 ※역대 37번째.
- 통산 300홈런: 2010년 5월 15일, 대 지바 롯데 마린스 1차전(도쿄 돔), 5회말에 나루세 요시히사로부터 좌월 솔로 홈런 ※역대 36번째.
- 통산 3000루타: 2010년 9월 19일, 대 한신 타이거스 21차전(한신 고시엔 구장), 4회초에 후쿠하라 시노부로부터 중전 안타 ※역대 70번째.
- 미일 통산 350홈런: 2011년 4월 15일, 대 히로시마 도요 카프 1차전(MAZDA Zoom-Zoom 스타디움 히로시마), 1회초에 디오니 소리아노로부터 좌월 3점 홈런
- 통산 1500경기 출장: 2011년 8월 14일, 대 히로시마 도요 카프 15차전(도쿄 돔), 4번·좌익수로서 선발 출장 ※역대 170번째.
- 통산 350홈런: 2011년 8월 24일, 대 한신 타이거스 17차전(도쿄 돔), 4회말에 노미 아쓰시로부터 중월 솔로 홈런 ※역대 26번째.
- 미일 통산 2000안타: 2012년 7월 5일, 대 요미우리 자이언츠 8차전(요코하마 스타디움), 5회말에 디키 곤잘레스로부터 우중간 2루타
- 일본 통산 2000안타: 2013년 4월 6일, 대 도쿄 야쿠르트 스왈로스 2차전(메이지 진구 야구장), 6회 초에 이시카와 마사노리로부터 좌월 솔로홈런※역대 42번째(외국인 선수로는 최초)
- 9년 연속 150안타 日프로야구 신기록

#### 기타
- 올스타전 출장: 8회(2002년, 2003년, 2007년 ~ 2012년)

### 등번호
- 61(1998년 ~ 2000년)
- 3(2001년 ~ 2007년, 2012년 ~ 2014년)
- 5(2008년 ~ 2011년)
- 80(2016년 ~ 2020년)

## 연봉 변화

### 메이저 리그 시대
연도: 연봉(달러) (변동+/-)
- 1997: 150,000
- 1999: 205,000 (+55,000)
- 2000: 217,500 (+12,500)[1]

### 일본 프로 야구 시대
연도: 연봉(엔) (변동+/-)
- 2001: 54,000,000
- 2002: 117,000,000 (+63,000,000)
- 2003: 145,000,000 (+28,000,000)
- 2004: 200,000,000 (+55,000,000)
- 2005: 300,000,000 (+100,000,000)
- 2006: 300,000,000 (+0)
- 2007: 300,000,000 (+0)
- 2008: 500,000,000 (+200,000,000)
- 2009: 500,000,000 (+0)[4]
- 2010: 500,000,000 (+0)
- 2011: 500,000,000 (+0)

## 저서
- 《ラミ流 How to succeed and be positive》(주오코론신샤) 2009년 9월, ISBN 9784120040566